# Dichanthium caricosum
Dichanthium caricosum là một loài thực vật có hoa trong họ Hòa thảo. Loài này được (L.) A.Camus mô tả khoa học đầu tiên năm 1921.